# Pilocarpaceae
Famille
Les Pilocarpaceae sont une famille de champignons lichénisés.  Il s'agit de lichens au thalle encroûtant ou granuleux, dont la répartition est essentiellement tropicale et l'habitat surtout foliicole. Près de 30 genres lui sont actuellement rattachés, dont deux — Byssoloma et Fellhanera — comportent chacun plus de 50 espèces.

## Liste des genres
Créée en 1905 par Alexander Zahlbruckner, la famille des Pilocarpaceae a été rétablie en 1986 par Antonin Vězda pour traiter plusieurs genres de lichens foliicoles, notamment Byssoloma et Fellhanera. Plus récemment, à la suite d'analyses de phylogénie moléculaire, y ont été intégrées la famille des Ectolechiaceae et une grande partie des Micareaceae.
Selon Myconet :
- Badimia
- Badimiella
- Bapalmuia
- Barubria
- Bryogomphus
- Byssolecania
- Byssoloma
- Calopadia
- Calopadiopsis
- Fellhanera
- Fellhaneropsis
- Kantvilasia
- Lasioloma
- Lobaca
- Loflammia
- Loflammiopsis
- Logilvia
- Lopadium - incertae sedis
- Malcolmiella
- Micarea
- Pseudocalopadia
- Psilolechia
- Scutula
- Septotrapelia
- Sporopodiopsis
- Sporopodium
- Szczawinskia
- Tapellaria - incertae sedis
- Tapellariopsis